# 1576 w literaturze
Wydarzenia literackie w 1576 roku.

## Nowe książki
- polskie

- włoskie

## Urodzili się
- John Marston, angielski dramaturg